# Rosenplatz (Osnabrück)
Der Rosenplatz befindet sich im Osnabrücker Stadtteil Innenstadt. Obwohl er vor der ehemaligen Stadtbefestigung liegt, wird er zur Osnabrücker Neustadt gezählt.
Über den Platz verläuft die Bundesstraße 68, die in Zukunft durch den Neubau der Bundesautobahn 33 auf eine Landstraße herabgestuft werden soll.

## Lage
Der Rosenplatz stellt mit dem Rosenplatzquartier den südlichsten Teil der Osnabrücker Innenstadt dar. Die Sutthauser Straße ist im Westen die Grenze zum Stadtteil Wüste, die Bahnstrecken Münster-Osnabrück Hbf und Osnabrück-Bielefeld bilden die Grenze zum Stadtteil Schölerberg. An der Bahnstrecke soll in Zukunft ein neuer Bahnhalt eingerichtet werden, um den südlichen Teil der Innenstadt und die in der Nähe befindlichen Schulen besser an das Schienennetz anzubinden.
Ob der Bahnhaltepunkt Rosenplatz oder Neustadt heißen wird, ist noch nicht abschließend geklärt.
1906 wurde der Rosenplatz an die Osnabrücker Straßenbahn angebunden. Zu Beginn fuhr die Straßenbahn 2 vom Hasetor über Nikolaiort und Neumarkt zum Johannistor (am Rosenplatz), später wurde die Straßenbahnlinie erweitert, sodass sie von Haste über Neumarkt und Johannistor (Rosenplatz) bis zum Schölerberg führte.

## Geschichte
Am 14. November 1902 wurde das 2. Polizeirevier der Stadt von der Johannisstraße zum Rosenplatz, Ecke Iburger-/Meller Straße umgesiedelt. In einem neu errichteten Gebäude im Stil der Neorenaissance, welcher einen Seitenanbau besaß, war die Wache bis zu einem Bombenangriff im Juni 1942 untergebracht. Das Gebäude wurde so stark beschädigt, dass das 2. Polizeirevier in die Iburger Straße zur Gaststätte Tivoli verlegt werden musste. Nach dem Krieg baute 1953 die Stadtsparkasse an seiner Stelle einen schlichten Bau, in dem die 2. Polizeiwache als Mieter einzog. Bei der Einweihung der neuen 2. Wache am 12. Oktober 1953 war der niedersächsische Innenminister Richard Borowski anwesend. Nachdem 1987 die ehemalige Textilfabrik Busch und Oevermeyer am Kollegienwall hergerichtet war, ist die Polizeiwache dorthin verlegt worden. Heute befindet sich in dem Gebäude die Asna-Apotheke.
Im Dezember 1940 begannen die Bauarbeiten an einem Tiefbunker unter dem Platz. Der 50,30 Meter lange Bunker besaß eine Deckenstärke von 1,40 Metern und sollte 245 Personen aufnehmen. Nach Kriegsende wurde der Bunker mit Trümmerschutt verfüllt.
Durch einen Ratsbeschluss am 27. März 2001 wurde das Quartier rund um den Rosenplatz zum Sanierungsgebiet erklärt. Hierdurch konnten Städtebaufördermittel vom Land, Bund und EU erreichbar welche, die sozialen Lage des Gebietes verbessert haben.
2005 wurde der Wettbewerb zur Neugestaltung des Platzes ausgeschrieben. Der Siegerentwurf der Arbeitsgemeinschaft „process yellow“ hatte sich durchgesetzt und wurde in der folgenden Zeit weiter ausgearbeitet.
Zu der Neugestaltung des Straßenraums wurde die Beleuchtung des Platzes von Quecksilberdampf- auf Ledlampen umgestellt und dadurch 12 t CO2 pro Jahr eingespart.
Außerdem wurden rund um den Platz 400 Rosen verschiedener Sorten sowie 30 Bäume angepflanzt. Bei den Bauarbeiten auf dem Platz wurde der Tiefbunker unter dem Rosenplatz wiederentdeckt. Der schon zum Kriegsende zugeschüttete Bunker wurde zum Beseitigen der Resthohlräume mit Beton ausgefüllt.
Der neugestaltete Rosenplatz wurde am 11. Juli 2012 nach 16-monatiger Bauzeit eröffnet. Die Platzfläche bekam eine Betondecke in unterschiedlichen Rot- und Grautönen die je nach Betonplatte variieren. Außerdem wurden neue Bauminseln angelegt sowie Holzrampen, die zum Verweilen einladen sollen. Durch den Umbau wurde die Straßenbreite von vier Spuren (zwei je Richtung) auf zwei verkleinert.
Schon nach wenigen Jahren wurden die Holzrampen zum Problemfall, da sie trotz Versicherung des Lieferanten anfingen zu verrotten. Schadensersatzansprüche der Stadt konnten nicht vollzogen werden, da der Lieferant Insolvent wurde.

### Bauwerke und Kunst

#### Rosenhof

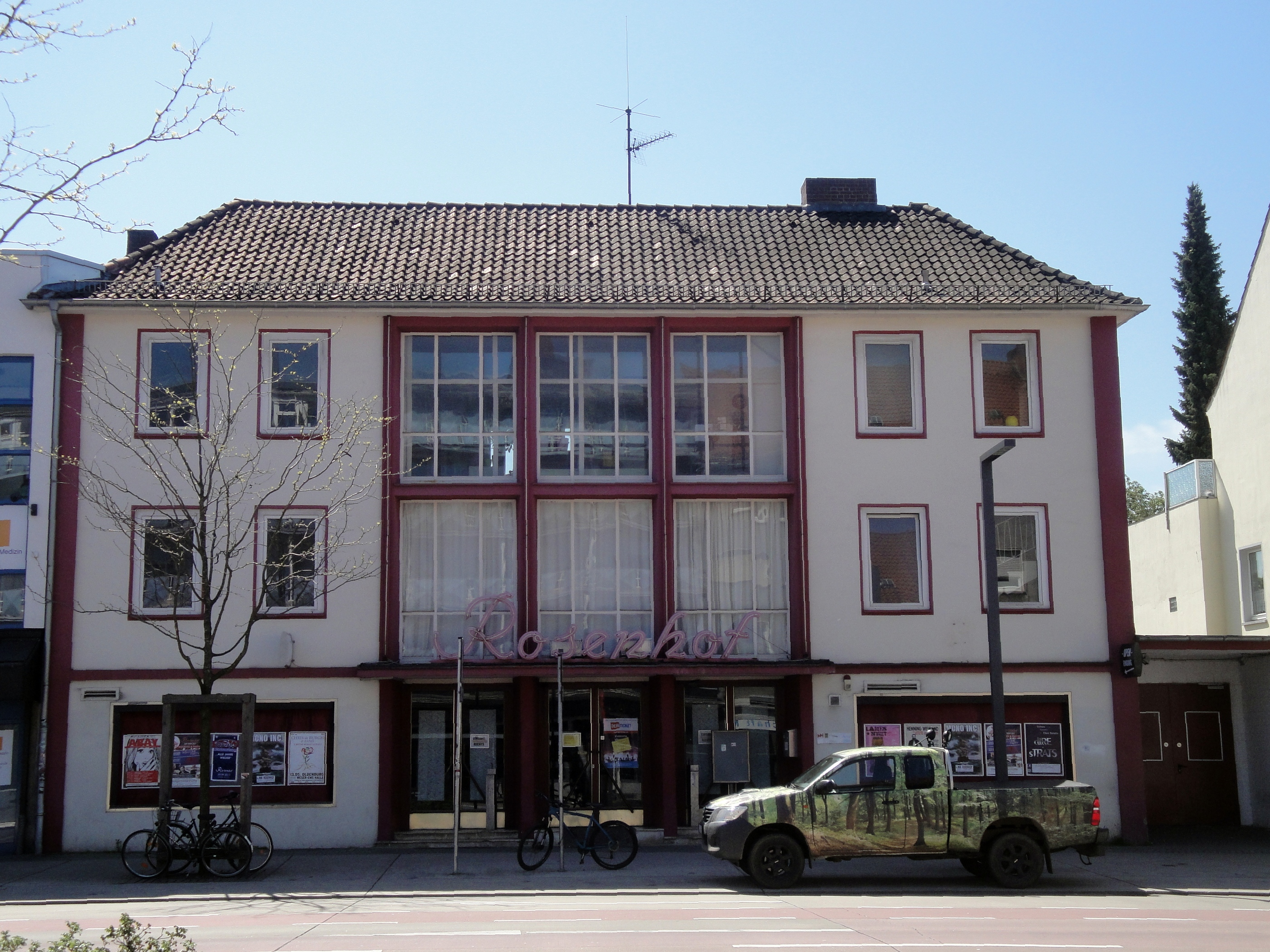
Der Rosenhof

Einstmals wurde der Rosenhof am 29. September 1953 als ein Kino eröffnet. Nachdem die Betreibergesellschaft 2002 Insolvenz anmeldet hatte, wurde ab 2004 durch einen Umbau eine Event-Location geschaffen, wo Konzerte, Partys, Auftritte und Lesungen stattfinden.

#### Schäferbrunnen

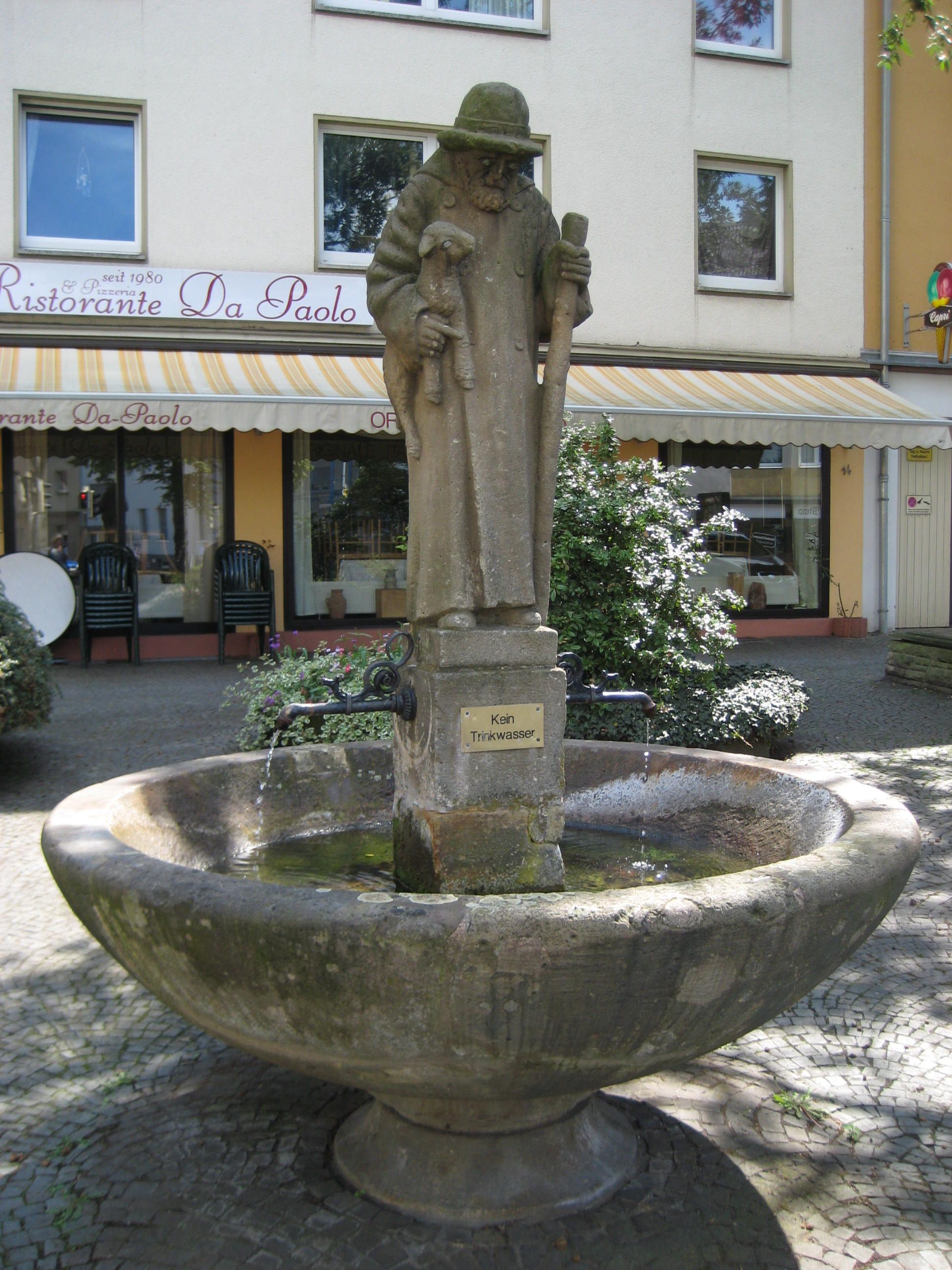
Der Schäferbrunnen vor dem Umbau des Platzes

Der 1904 errichtete von Lukas Memken geschaffene Schäferbrunnen wurde während der Umbauarbeiten am Rosenplatz in Hörstel-Bevergern restauriert und anschließend wieder auf dem Rosenplatz aufgebaut. Neben seinen Namen ist er auch unter dem Namen Strökerbrunnen bekannt und soll an den Guten Hirten erinnern. Strökerbrunnen wurde er genannt nach dem letzten Osnabrücker Stadtschäfer Adolf Heinrich Ströker. Die ursprünglich aus Kupfer bestehende Figur wurde für den propagierten Endsieg der Nationalsozialisten im Zweiten Weltkrieg eingeschmolzen. Als Ersatz erhielt der Brunnen von Georg Hörnschemeyer eine Replik aus Sandstein.
Es gibt seit 1983 im Kloster Gertrudenberg einen weiteren Schäferbrunnen von Hans Gerd Ruwe.

#### Roxy in the Box
Die italienische Künstlerin Roxy in the Box schuf 2017 Rund um den Rosenplatz verschiedene interaktive Kunstwerke von Prominenten Personen. So konnten Passanten ein Selfie von sich und dem Kunstwerk machen und dies an die Kunsthalle schicken. So wurden an verschiedenen Orten selbstgemalte Bildnisse von Jean-Michel Basquiat, Yoko Ono, Marina Abramović, Albrecht Dürer, Udo Lindenberg, Salvador Dalí, Björk und weiteren Persönlichkeiten rund um den Platz und benachbarte Straßen verteilt.

## Haltepunkt Osnabrück Rosenplatz
Parallel zur Stationsplanung der Deutschen Bahn beauftragte der Rat der Stadt Osnabrück die städtische Verwaltung, die Gestaltung des Haltepunktumfeldes zu planen. Grundsätzlich ist es zwar möglich, den Haltepunkt von der Sutthauser Straße aus mit dem Auto zu erreichen. Vielmehr soll er jedoch aufgrund der hervorragenden Lage ein Anziehungspunkt für den Fuß- und Radverkehr werden. Auf Kfz-Parkplätze wird – bis auf einen Ein- und Ausstiegsbereich zum Bringen und Holen – deshalb bewusst verzichtet. Ausnahme bilden Abstellmöglichkeiten für je zwei Taxen und Fahrzeuge mobilitätseingeschränkter Menschen.
Während die verkehrsberuhigte Fahrstraße mit einer Wendeanlage vor der Station endet, strebt die Stadt für Menschen, die mit dem Rad fahren oder zu Fuß gehen, eine durchgehende Verbindung zur Wörthstraße an. Schließlich besteht an dieser Fahrradstraße eine gute Anbindung an das städtische Radwegenetz. In einem ersten Schritt werden mindestens 70 überwiegend wetterfeste und sicher verschließbare Fahrradstellplätze geschaffen. Sie werden um Schließfächer mit Lademöglichkeiten ergänzt. Darüber hinaus sind Erweiterungsmöglichkeiten auf über 200 Stellplätze vorgesehen, die bei Bedarf zu einem späteren Zeitpunkt realisiert werden könnten.
Am 7. Juli 2025 begann die Deutsche Bahn mit dem Bau des Haltepunkts mit voraussichtlicher Fertigstellung Mitte 2026 und ging von einem anschließenden Ausbau des Stationsumfelds durch die Stadt bis zur Eröffnung im Dezember 2026 aus.

## Galerie

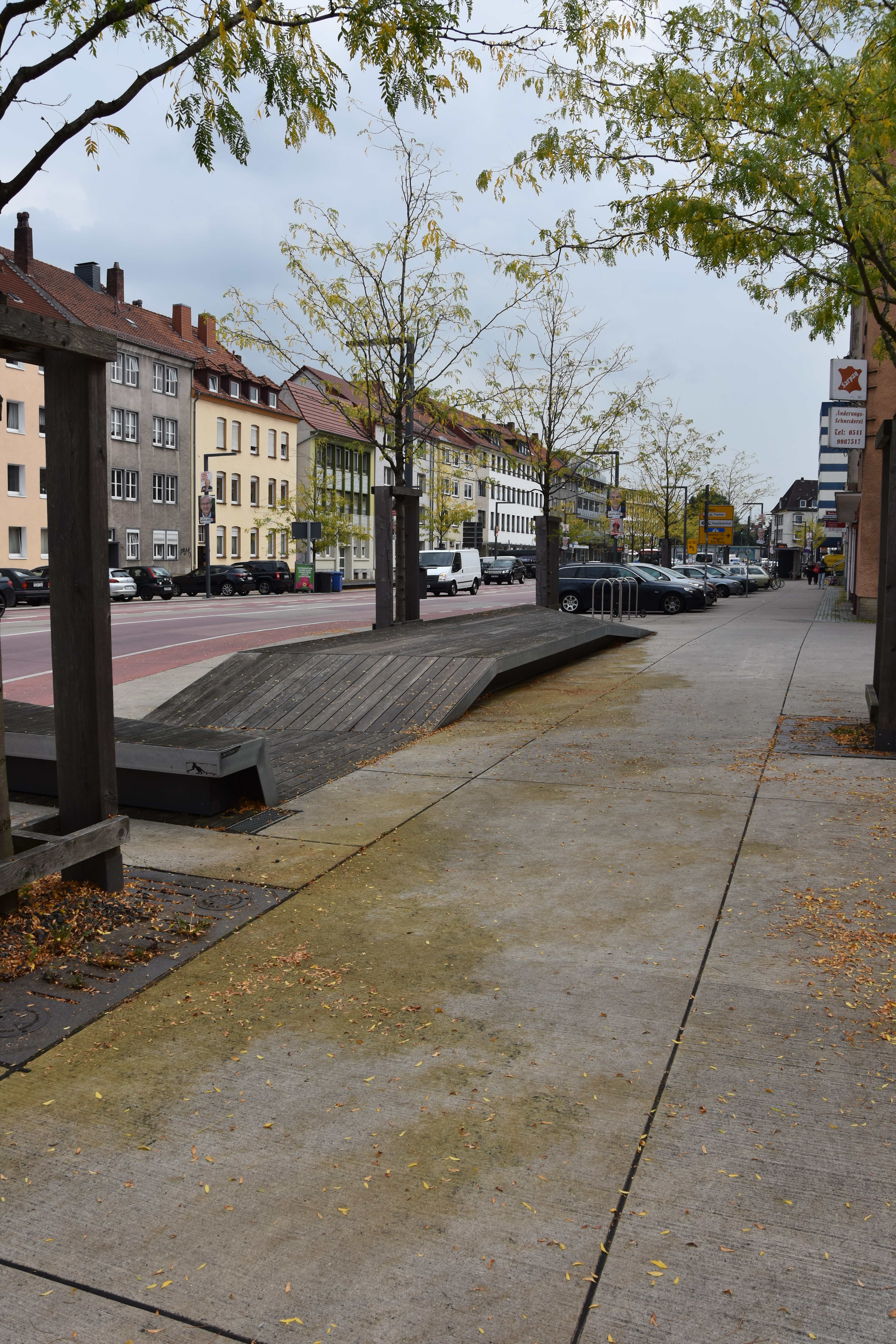
Rampe am Rosenplatz
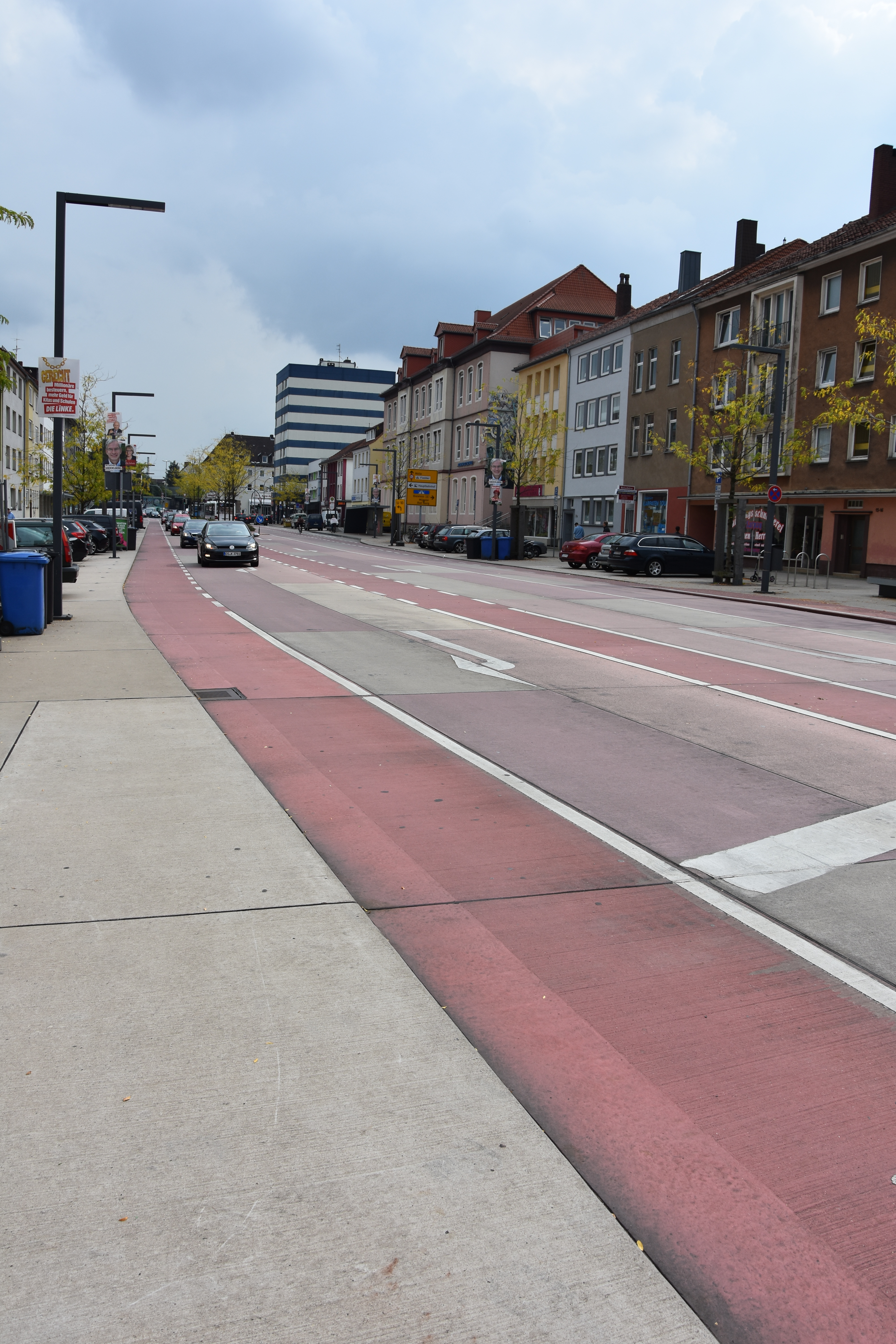
Blick nach Osten über den Platz
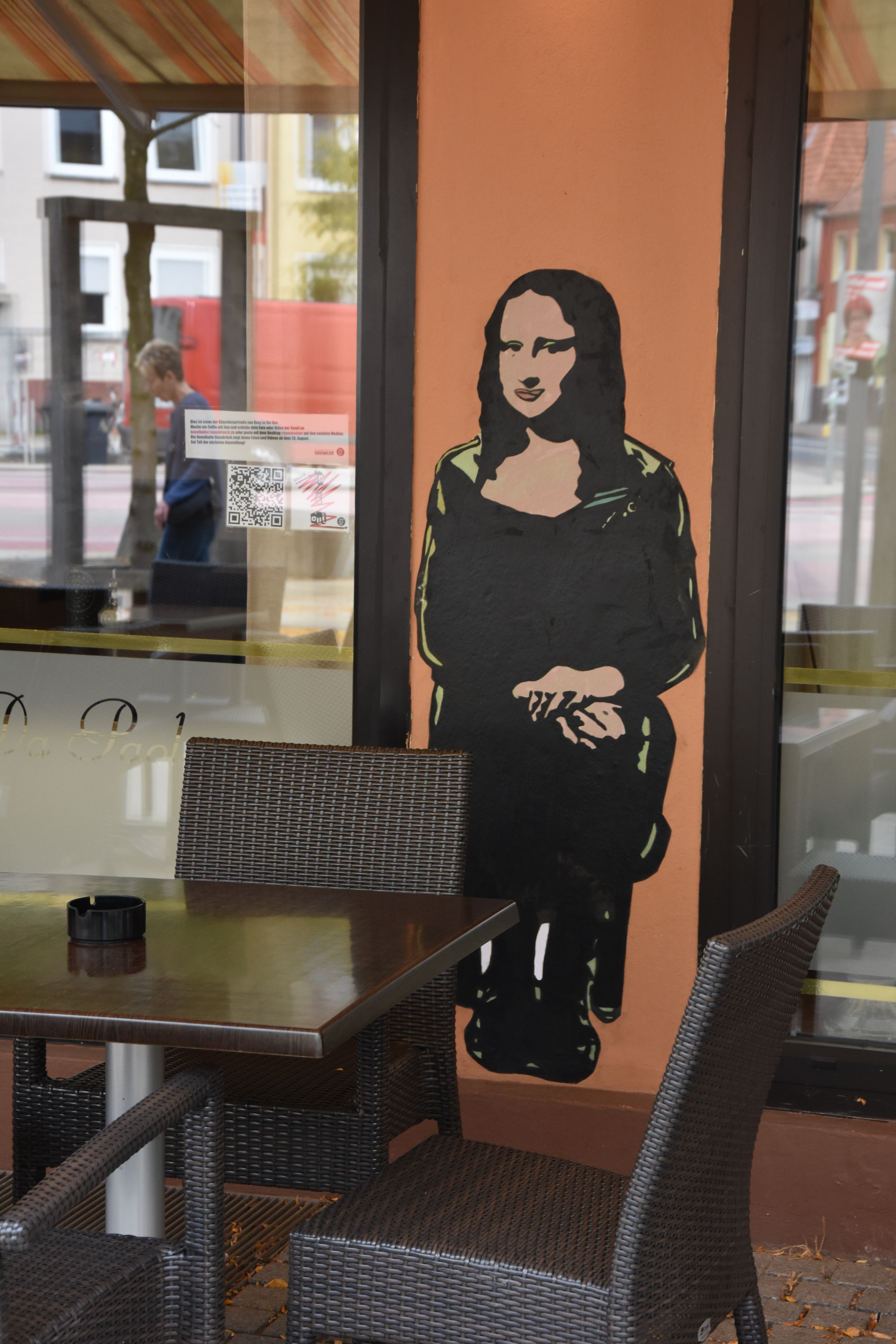
Kunstwerk von Roxy in the Box: Mona Lisa
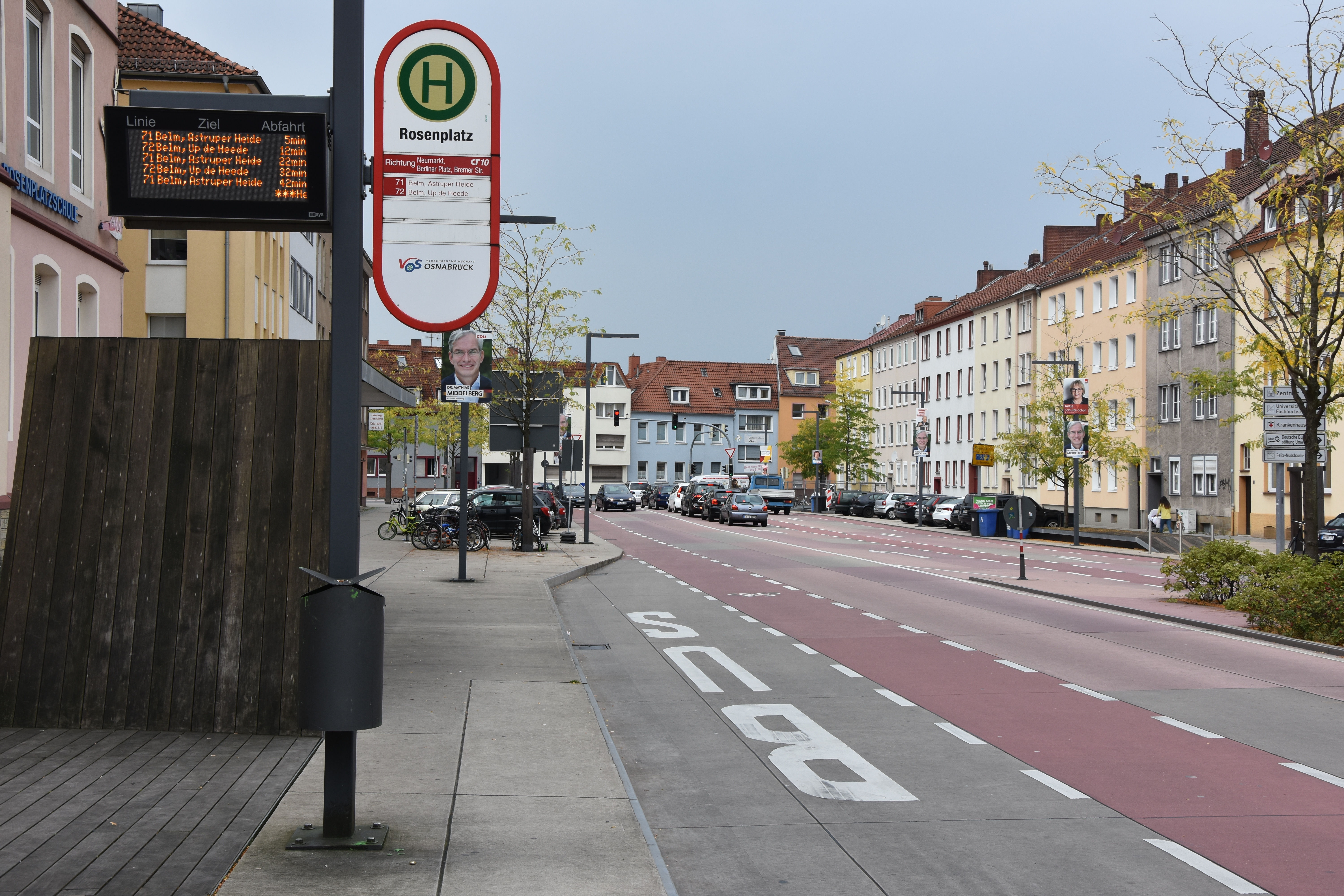
Bushaltestelle am Rosenplatz mit Wartehäuschen